# Mollinedia ruae
Espèce
Synonymes
- Mollinedia darienensis Standl.[2]
- Mollinedia guatemalensis Perkins[2]
- Mollinedia mexicana Perkins[2]
- Mollinedia nigrescens Tul.[2]
- Mollinedia orizabae Perkins[2]
- Mollinedia pinchotiana Perkins[2]
- Mollinedia ruae L.O.Williams & Ant.Molina[2]
- Mollinedia stipitata J.A. Duke[2]

Statut de conservation UICN

 CR C2b : 
En danger critique
Mollinedia ruae est une espèce de plantes à fleurs de la famille des Monimiaceae trouvée au Honduras et au Nicaragua.

## Publication originale
- Fieldiana, Botany 31(2): 36, f. 6. 1964.